# Veronica Guerin
Veronica Guerin (ur. 5 lipca 1958 w Dublinie, zm. 26 czerwca 1996 w Dublinie) – irlandzka dziennikarka.
Na początku swojej kariery dziennikarskiej pracowała w gazetach „Sunday Business Post” i „Sunday Tribune”. Od 1994 roku zaczęła pisać o zbrodniach w Irlandii w gazecie „Sunday Independent”.
Została zamordowana przez handlarzy narkotyków w dniu 26 czerwca 1996 w swoim samochodzie stojącym na światłach w jednym z ruchliwszych punktów miasta.

## W kulturze popularnej
W poświęconym jej filmie z 2003 r. (w reżyserii Joela Schumachera) w roli głównej wystąpiła australijska aktorka Cate Blanchett.